# El Solerot (Oristà)
El Solerot és un edifici d'Oristà (Lluçanès) inclòs a l'Inventari del Patrimoni Arquitectònic de Catalunya.

## Descripció
Es tracta d'un edifici de dos pisos, de planta rectangular i teulat a doble vessant lateral a la façana principal. El conjunt és fruit de diverses construccions que han anat allargant la casa, de manera que actualment està formada per dos cossos centrals rectangulars amb els murs de pedra i dos cossos més a les puntes fets de maó. La construcció de pedra de la part dreta de la façana té les obertures amb llindes de pedra, mentre que la part esquerra les té de fusta. A la part del darrere de la casa, les estructures són menys uniformes que al davant, i estan construïdes en forma de L.

## Història
Pertany a la parròquia de Sant Jaume d'Alboquers (abans Sant Cugat), actualment sufragània de Sant Bartomeu del Grau.